# 이언 해킹

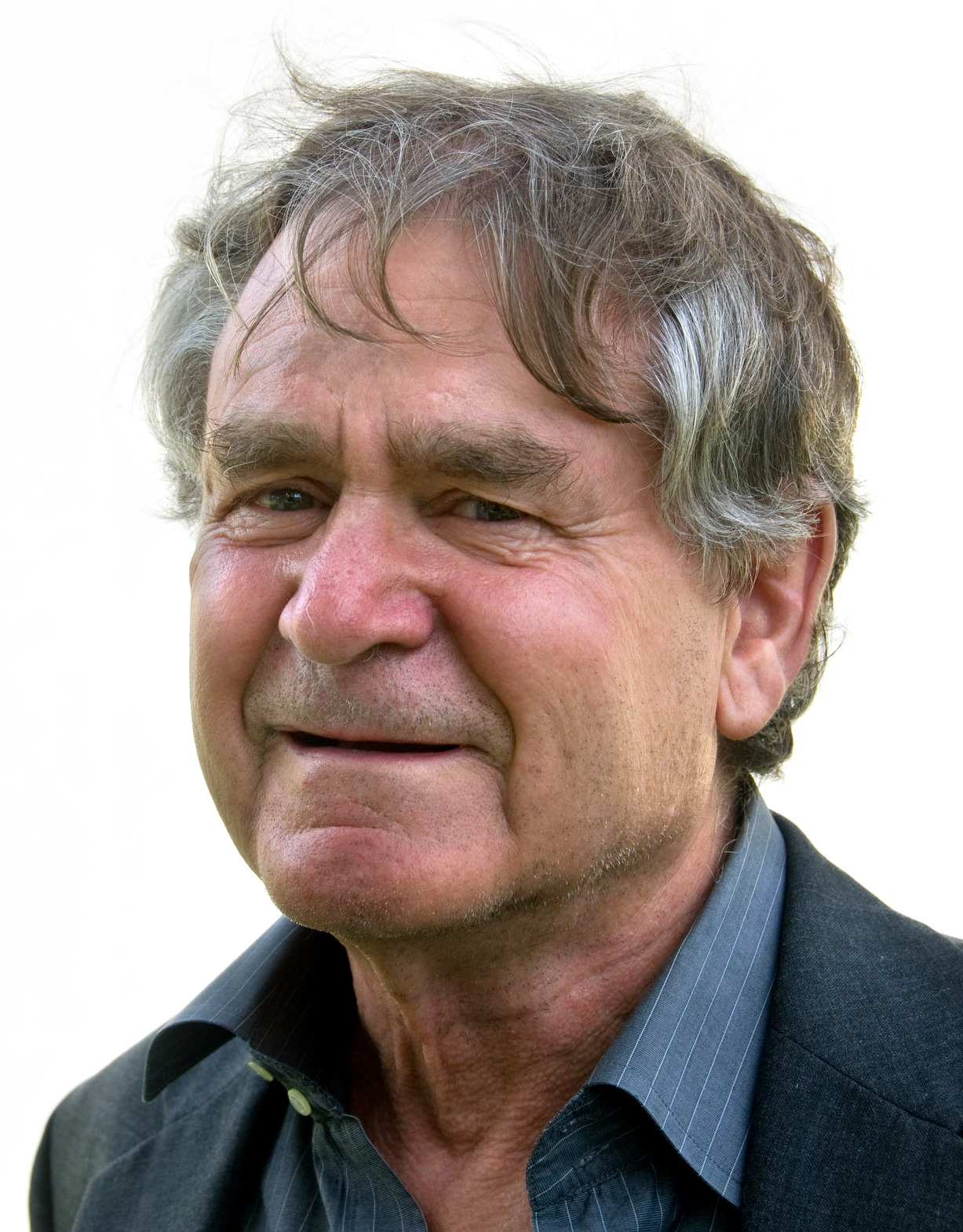
이언 해킹(2009년)

이언 해킹(Ian Hacking, 1936년 2월 18일~2023년 5월 10일)은 과학철학을 전문으로 하는 캐나다의 철학자다.
해킹은 토머스 쿤, 임레 라카토슈, 파울 파이어아벤트 등과 관련된 논쟁에 영향을 받아 과학의 철학에 역사적인 접근을 가져온 것으로 알려져 있다. 해킹은 "존재자 실재론"(entity realism)이라고 불리는 과학적 실재론의 주요 지지자였다. 해킹은 또한 과학의 실험적이고 심지어 공학적인 관행과 이론으로부터의 상대적 자율성에 관심을 유도하는 데 영향을 미쳤다.
1990년 이후, 해킹은 그의 초점을 자연과학에서 인간과학으로 다소 옮겼는데, 부분적으로 미셸 푸코에 영향을 받았다. 푸코의 지식 체계와 권력에 대한 접근은 19세기 정신 질환의 역사적 변이성과 통계 추론을 위한 제도적 역할에 대한 해킹의 연구에 반영되었다. 대표 저서로 《표상하기와 개입하기: 자연과학철학의 입문적 주제들》(1983)이 있다.